# 紀元前279年
紀元前279年（きげんぜん279ねん）は、ローマ暦の年である。
当時は、「プブリウス・スルピキウス・サウェッリオとプブリウス・デキウス・ムスが共和政ローマ執政官に就任した年」として知られていた（もしくは、それほど使われてはいないが、ローマ建国紀元475年）。紀年法として西暦（キリスト紀元）がヨーロッパで広く普及した中世時代初期以降、この年は紀元前279年と表記されるのが一般的となった。

## 他の紀年法
- 干支 : 壬午
- 日本
  - 皇紀382年
  - 孝霊天皇12年
- 中国
  - 周 - 赧王36年
  - 秦 - 昭襄王28年
  - 楚 - 頃襄王20年
  - 斉 - 襄王5年
  - 燕 - 昭王33年
  - 趙 - 恵文王20年
  - 魏 - 昭王17年
  - 韓 - 釐王17年
- 朝鮮
  - 檀紀2055年
- ベトナム :
- 仏滅紀元 : 266年
- ユダヤ暦 :

## できごと

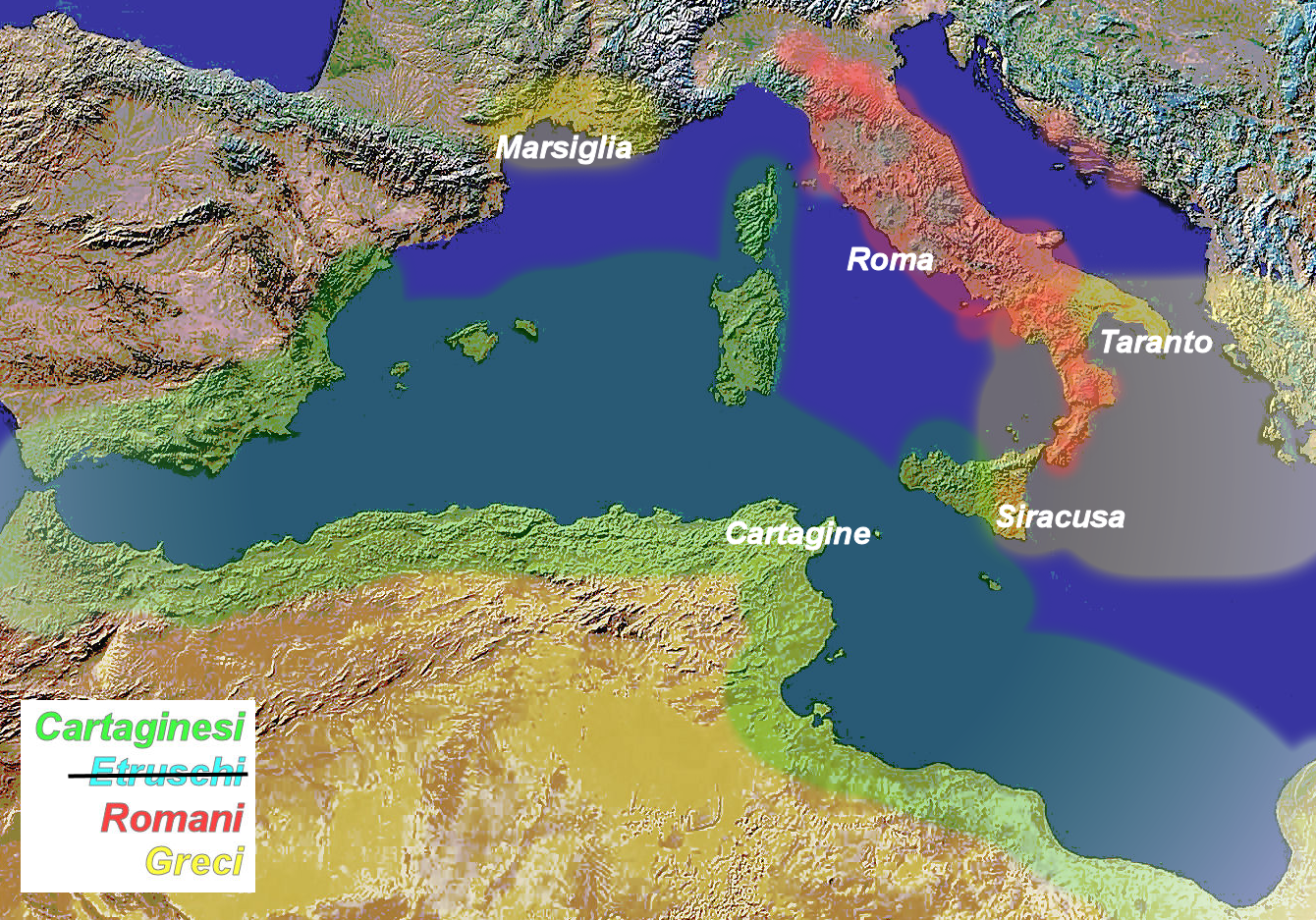
紀元前279年頃の地中海西部

### ギリシア
- ブレンヌスに率いられたガリア人がギリシアに侵入した。ボルギオスに率いられた軍の一部は、プトレマイオス・ケラウノスに率いられたマケドニア王国の軍を壊滅させ、プトレマイオス・ケラウノスを殺害した。中央ギリシア東部にあるテルモピュレの狭い道で、ブレンヌスの軍は、フォキスとアエトリアによる包囲の突破を試みた際に大きな損害を負った。最終的に、ブレンヌスは逃げ道を見つけたが、デルフォイまで押し込まれ、ブレンヌスは戦闘中に負った傷が原因で死亡し、撤退に追い込まれた。軍はスペルヒオス川まで退却し、そこでテッサリア等に追われた。生き残った数人は小アジアの一部に定住し、ガラテアと呼ばれるようになり、また一部はトラキアに定住し、ティリスと呼ばれた一時的な街を作った。
- プトレマイオス・ケラウノスが死去し、マケドニア王国の前王アンティパトロス2世が再び王位に就いた。しかし、甥のソステネスに殺害され、彼の治世は数ヶ月しか続かなかった。その後は、ソステネスが新しい王となった。
- フォキアは、ガリア人からのデルフォイ防衛に加わった後、再び隣保同盟に加盟した。

### 共和政ローマ
- カルタゴと共和政ローマは、共通の敵に対して互いを支援することに合意した。エピロス王ピュロスと戦う際、カルタゴはローマに金と船を与えた。
- ピュロスは、ローマを征服できないことに気付き、和平の締結を提案した。ピュロスは助言者のシネアスをローマに送り、和平を交渉した。シネアスは、ローマがイタリア南部の侵攻を中止し、ブルッティ、プッリャ、サムニウムから奪った土地を戻すことを要求した。ローマは、前執政官アッピウス・クラウディウス・カエクスの助言でこの要求を拒否した。
- 再び戦争が始まり、ピュロスはタレントゥム、オスク、サムニウム、ギリシアの連合軍を率い、アスクルムの戦いで執政官プブリウス・デキウス・ムスの率いるローマ軍と戦い、俗に「ピュロスの勝利」と呼ばれる勝利を得た。ピュロスは後に「もう一度ローマ軍に勝利したら、我々は壊滅するだろう」と語ったと言われている。失意したピュロスはタレントゥムに戻り、再度ローマとの和平を結ぶためにシネアスを派遣した。

### エジプト
- プトレマイオス2世による侵略は続き、小アジア南西部のミレトゥスを失ったアンティオコス1世との軋轢が生じた。

### バルカン
- スコルディスキは、シンギドンと呼ばれる都市を築いた。現在のベオグラードである。

### 中国
- 秦の白起が楚を攻撃し、鄢・鄧・西陵を奪った。
- 秦の昭襄王と趙の恵文王が澠池で会談した。
- 燕の昭王が死去し、恵王が即位した。燕の楽毅は恵王と相性が悪く、斉の田単の反間の計に遭って、趙に亡命した。
- 斉の田単が火牛の計により即墨（現在の山東省平度市南東）で燕軍を撃破した。燕将の騎劫は戦死し、斉の旧領70城あまりが燕から離反して斉に復帰した。田単は斉の襄王を莒に迎えて都の臨淄に戻った。
- 斉の田単は安平君に封じられて宰相となった。
- 斉の田単が狄を攻撃した。

## 死去
- プトレマイオス・ケラウノス - マケドニア王
- ブレンヌス - ガリア軍の指導者
- アンティパトロス2世 - マケドニア王
- 昭王 - 燕の王
- 孟嘗君 - 中国戦国時代の政治家